# 三元里事件
三元里事件（さんげんりじけん）は、阿片戦争中の1841年に起こったイギリス軍と清民間人武装勢力の衝突事件。
1841年5月、イギリス軍は広州城において靖逆将軍愛新覚羅奕山ら清の首脳部と停戦協定を締結していたが、一部のイギリス軍は郊外の三元里で略奪や暴行事件を起こし民衆の怒りを買っていた。このため三元里並びに周辺郷村の民衆1万余が決起して水勇統領林福祥らの指揮の元「平英団」を名乗り、ヒュー・ゴフ少将が率いるイギリス軍を包囲して攻撃した。このとき民衆が手にしていたのは大刀や長矛などの伝統的な武器であり、本来であれば銃砲を有するイギリス軍に敵うべくもない戦力ではあったが、民衆は地の利を得ていて巧みに遮蔽物に隠れながら戦うことができたこと、大雨によりイギリス軍の火砲が使用不能に陥ったことなどの条件に恵まれ、数で優位に立つ平英団は徐々にイギリス軍を包囲、殲滅の危機に陥れた。このため英軍は清朝の広州知府であった余保純に停戦協定違反を抗議し、併せて戦後の報復を示唆して平英団を解散させ、包囲を解くように求めた。このため清当局によって平英団は解散させられ戦闘は終結した。

## 参加者
- 陳開
- 周春

座標: 北緯23度9分48.17秒 東経113度15分17.30秒 / 北緯23.1633806度 東経113.2548056度